# Звонарьов Степан Панасович
Степан Панасович Звонарьов (1876, Російська імперія — ?) — радянський діяч, член ВЦВК. Член Центральної контрольної комісії ВКП(б) у 1930—1934 роках.

## Життєпис
Працював робітником-сталеливарником.
Член РСДРП(б) з 1905 року.
З 1918 року — учасник громадянської війни в Росії.
У 1920-х роках працював робітником Мотовиліхинського заводу міста Пермі Пермської губернії.
На 1930-й рік — заступник голови Пермської районної контрольної комісії ВКП(б).
Подальша доля невідома.